# Talbot Samba
La Samba è una piccola utilitaria prodotta negli anni ottanta dalla casa francese Talbot sulla base della Peugeot 104.

## Storia

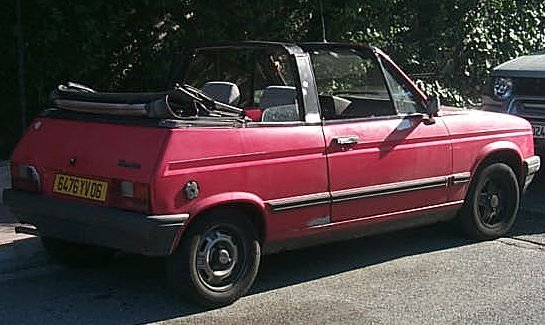
Talbot Samba Cabriolet

Nel 1979 la Peugeot acquistò l'intero gruppo della Chrysler-Simca europea, di cui la Talbot faceva parte da circa un ventennio, e rimarchiò l'intera produzione di questo gruppo col glorioso marchio. Nel 1982 la Peugeot decise di pensionare la Sunbeam, per sostituirla con una nuova vettura, la Samba. In realtà, la Samba non offriva molte novità, dal momento che la meccanica era la stessa della contemporanea Peugeot 104, così come la carrozzeria era praticamente la stessa della 104 a tre porte e della Citroen LN con una sola, significativa differenza: il passo allungato di circa 10 cm per migliorare l'abitabilità posteriore, elemento che, a detta di molti, rendeva la Samba anche più equilibrata della berlinetta di derivazione. L'unica novità derivante da questo modello era la Samba cabriolet, unica versione scoperta tra le tre (Peugeot, Talbot e Citroën). Tale versione fu disegnata e costruita da Pininfarina che in quegli anni collaborò alla creazione di molte Peugeot, sia precedenti che successive alla Samba stessa. Come le sue "cugine", la Samba si dimostrò molto agile, maneggevole ed economica. Per la gioia dei più giovani, fu anche prodotta la Samba Rallye.
Questa versione, in particolare, funse da anello di congiunzione tra le vecchie Simca 1000 Rallye e le future 205 Rallye. La Samba vendette in maniera discreta, anche se non eccezionale, per poi essere tolta di produzione nel 1986. Con l'uscita di scena della Samba, la Peugeot sancì la fine del marchio Talbot, che fu utilizzato per alcuni anni a venire solo per il furgone Express.

## Meccanica
La Samba era disponibile in diverse varianti di allestimento e 4 motorizzazioni, che poi altro non erano che le quattro varianti motoristiche della serie X adottate già sulla 104, ossia da 954, 1124, 1219 e 1360 cm³. I motori venivano montati inclinati di 72° all'indietro, cioè quasi all'orizzontale, e sovrastati dalla ruota di scorta.
La Samba Cabriolet era disponibile con motore da 1360 cm³ (tuttavia un certo numero di esemplari furono venduti anche con il più economico 1124 cm³), mentre la Samba Rallye era disponibile con motore da 1,2 e da 1,4 litri. In sostanza, le Samba disponibili tra il 1982 ed il 1986 sul mercato erano:
- Samba Style e GL da 954 cm³ e 45 CV
- Samba AS, GL e LS da 1124 cm³ e 50 CV
- Samba Rallye 1.2 da 1219 cm³
- Samba GLS, Rallye 1.4 e Cabriolet 1.4 da 1360 cm³ e 72CV / 80 CV
- Samba S solo in Regno Unito, da 1360 cm³ e 80 CV
- Samba Rallye, da 1294 cm e 90 CV

Notare: il motore 1360 cm³ sviluppava 72 CV nella versione a un carburatore, e 80 CV nella versione a due carburatori (introdotta nel 1985). Per le due ultime versioni: la Samba S era disponibile solo in Gran Bretagna con il classico 1,4, mentre la Samba Rallye francese fu l'auto che inaugurò il motore TU da 1.294 cm³ che avrebbe in seguito equipaggiato sia la 205 Rallye che (in versione ad iniezione) la 106 Rallye 1.3 oltre che la Citroën AX Sport.
La Samba era offerta con due varianti di cambio, sia a 4 che a 5 marce, trasversale sotto il motore e con lubrificazione in comune con esso, come sulla 104.